# Adolf Gröber
Pour les articles homonymes, voir Gröber.

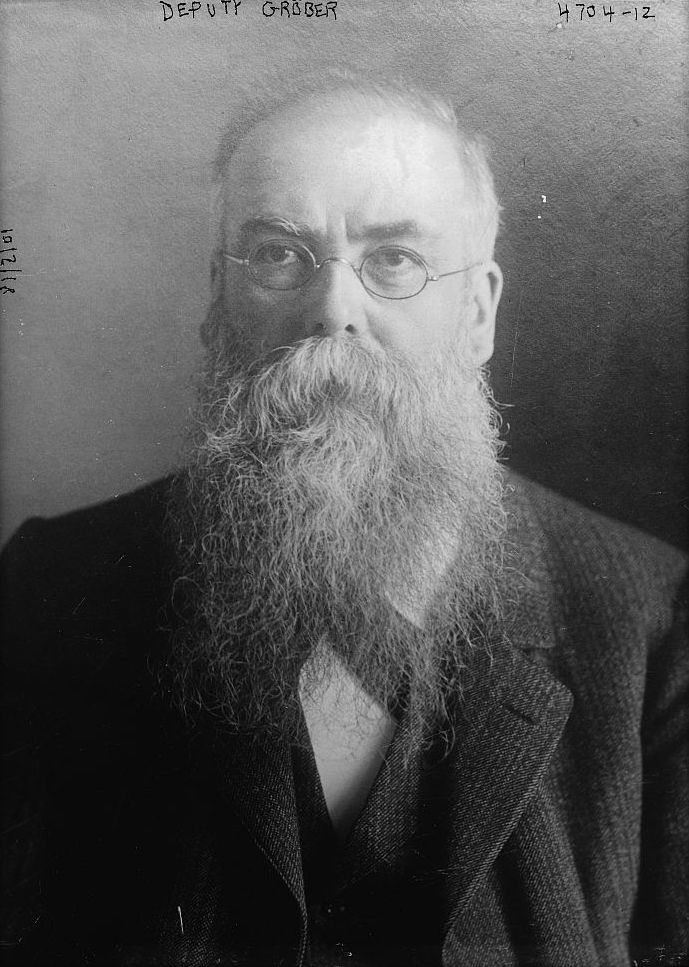
Adolf Gröber en 1918

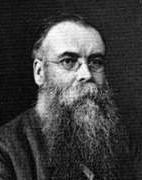
Adolf Gröber

Adolf Gröber (né le 11 février 1854 à Riedlingen et mort le 19 novembre 1919 à Berlin) est un avocat et homme politique allemand (Zentrum).

## Biographie
Né à Riedlingen, Gröber grandit à Weingarten. Diplômé du lycée de Stuttgart en 1872, Gröber étudie le droit à Tübingen, Leipzig et Strasbourg. Il est membre actif des associations étudiantes catholiques du KV : à Tübingen avec l'Alamannia (de), à Leipzig avec la Teutonia, qu'il cofonde, et à Strasbourg avec la Frankonia-Strasbourg (de). Il fait son stage juridique à Rottweil. Il travaille d'abord comme juge de district à Neresheim et Saulgau avant de devenir procureur à Rottweil puis à Ravensbourg. Depuis les années 1890, il fait juge de district à Schwäbisch Hall et plus tard directeur du tribunal de district de Heilbronn. De 1890 jusqu'à sa mort, il est membre du conseil d'administration de l'Association populaire pour l'Allemagne catholique. Il est président du Katholikentag à Dortmund en 1896 et à Essen en 1906.
Gröber est enterré dans le Kreuzbergfriedhof à Weingarten. L'Adolf-Gröber-Haus d'Anna-Hilfe pour personnes âgées à Weingarten et l'Adolf-Gröber-Strasse à Laupheim, Ravensbourg, Stuttgart et Riedlingen portent son nom.

## Parti politique
Depuis la fin des années 1880, Gröber fait campagne pour la création d'une organisation du Zentrum indépendante dans le Wurtemberg, qui a ensuite lieu en 1895. Il est le président de facto de l'État (Alfred Rembold (de) occupe officiellement le poste) et le chef incontesté du Zentrum du Wurtemberg jusqu'à sa mort.

## Parlementaire
Depuis 1887, Gröber siège pour la 15e circonscription de Wurtemberg (Ehingen (de), Blaubeuren (de), Laupheim (de), Münsingen (de)) au Reichstag. En 1917, il devient chef du groupe parlementaire du Zentrum du Reichstag.
Jusqu'à sa mort, Gröber est membre de l'Assemblée nationale de Weimar, où il dirige le groupe du Zentrum. Il fait partie du "Comité pour la consultation préliminaire du projet de constitution pour le Reich allemand". De 1889 jusqu'à sa mort, il est également membre de la chambre des députés de Wurtemberg .

## Autres mandats
Dans le gouvernement du prince Max de Bade, Gröber est ministre sans portefeuille.